# Rickebasta
Rickebasta är en gård och bebyggelse i Alsike socken i Knivsta kommun. 2023 avgränsade SCB här en småort.